# Leonid Klischtschar
Leonid Wladyslawowytsch Klischtschar (ukrainisch Леонід Владиславович Кліщар, englische Transkription: Leonid Klishchar; * 4. August 1994) ist ein ukrainischer Poolbillardspieler aus Kiew.

## Karriere
2008 wurde Leonid Klischtschar nach einer Finalniederlage gegen Jewhen Nowossad ukrainischer Vizemeister der Junioren im 9-Ball. Ein Jahr später gewann er die Meistertitel im 8-Ball und 14/1 endlos. Im August 2009 zog er bei der Schülereuropameisterschaft im 8-Ball erstmals ins Achtelfinale ein, in dem er dem Niederländer Ivar Saris unterlag. 2010 wurde er in den Disziplinen 8-Ball, 9-Ball und 14/1 endlos ukrainischer Juniorenmeister. Im 10-Ball schied er hingegen im Viertelfinale gegen Witalij Pazura aus. Bei der Schülereuropameisterschaft 2010 gelang ihm in dieser Disziplin mit dem Erreichen des Achtelfinales sein bestes Ergebnis. Im November 2010 erreichte er beim Finalturnier des ukrainischen 9-Ball-Pokals das Halbfinale, in dem er gegen Jewhen Nowossad verlor. Nachdem er bereits 2008 zweimal das Viertelfinale erreicht hatte, gewann Klischtschar bei der ukrainischen Meisterschaft 2010 seine ersten Medaillen. Er zog in den Disziplinen 14/1 endlos, 9-Ball und 10-Ball ins Finale ein. Nach einer 80:100-Niederlage im 14/1 endlos gegen Artem Koschowyj, setzte sich Klischtschar im 9-Ball-Finale gegen Jewhen Prjachin mit 8:4 durch und wurde erstmals ukrainischer Meister. Am Tag darauf sicherte er sich mit einem 8:1-Endspielsieg gegen Dmytro Ossypenko seinen zweiten Titel.
Im März 2011 nahm Klischtschar in Brandenburg an der Havel zum ersten Mal an der Europameisterschaft der Herren teil, schied jedoch in allen vier Wettbewerben in der Vorrunde aus. Im Juni 2011 wurde er in den Disziplinen 10-Ball und 14/1 endlos ukrainischer Juniorenmeister. Bei der Junioreneuropameisterschaft 2011 erreichte er im 14/1 endlos das Achtelfinale. Bei der ukrainischen Meisterschaft 2011 gewann er Bronze im 14/1 endlos sowie im 8-Ball und verpasste im 10-Ball mit einer 5:8-Finalniederlage gegen Jaroslaw Wynokur nur knapp die Titelverteidigung. Beim 9-Ball-Wettbewerb, in dem er ebenfalls Titelverteidiger war, unterlag er bereits im Viertelfinale seinem Nachfolger Dmytro Ossypenko. In seinem letzten Jahr als Juniorensportler gewann Klischtschar 2012 mit Endspielsiegen gegen Witalij Pazura und Anton Bondarenko in allen vier Disziplinen den nationalen Juniorenmeistertitel. Bei der Junioren-EM gelang ihm im selben Jahr im 14/1 endlos ein weiterer Achtelfinaleinzug, auf den eine Niederlage gegen den Polen Adrian Borowiec folgte.
Nachdem er in den beiden Vorjahren nicht teilgenommen hatte, sicherte sich Klischtschar bei der ukrainischen Meisterschaft 2014 zwei Medaillen. Er erreichte im 14/1 endlos das Halbfinale, das er gegen Witalij Pazura verlor, und wurde durch einen 8:4-Finalsieg gegen Artem Koschowyj zum zweiten Mal ukrainischer Meister im 10-Ball. Ein Jahr später gelang ihm im Finale gegen Pazura mit einem 8:4-Sieg die Titelverteidigung. Zuvor hatte er durch Endspielsiege gegen Pazura (100:94) und Oleksandr Kasjanow (7:2) die Meistertitel im 14/1 endlos und 8-Ball gewonnen und war im 9-Ball-Halbfinale gegen Pazura ausgeschieden.

## Erfolge
- Ukrainischer 9-Ball-Meister: 2010
- Ukrainischer 10-Ball-Meister: 2010, 2014, 2015
- Ukrainischer 14/1-endlos-Meister: 2015
- Ukrainischer 8-Ball-Meister: 2015